# Looze
Looze est une commune française située dans le département de l'Yonne en région Bourgogne-Franche-Comté.
Ses habitants sont appelés les Looziens.

## Géographie
Looze se situe en Bourgogne, dans le département de l'Yonne, à 2,5 km au nord-est de Joigny.

### Climat
Pour des articles plus généraux, voir Climat de la Bourgogne-Franche-Comté et Climat de l'Yonne.
En 2010, le climat de la commune est de type climat océanique dégradé des plaines du Centre et du Nord, selon une étude du Centre national de la recherche scientifique s'appuyant sur une série de données couvrant la période 1971-2000. En 2020, Météo-France publie une typologie des climats de la France métropolitaine dans laquelle la commune est exposée à un climat océanique altéré et est dans une zone de transition entre les régions climatiques « Nord-est du bassin Parisien » et « Lorraine, plateau de Langres, Morvan ». 
Pour la période 1971-2000, la température annuelle moyenne est de 11,3 °C, avec une amplitude thermique annuelle de 16,1 °C. Le cumul annuel moyen de précipitations est de 706 mm, avec 11,5 jours de précipitations en janvier et 7,6 jours en juillet. Pour la période 1991-2020, la température moyenne annuelle observée sur la station météorologique de Météo-France la plus proche, « Aillant », sur la commune de Montholon à 15 km à vol d'oiseau, est de 11,5 °C et le cumul annuel moyen de précipitations est de 727,4 mm. 
La température maximale relevée sur cette station est de 42,7 °C, atteinte le 24 juillet 2019 ; la température minimale est de −23,5 °C, atteinte le 25 février 1986,,. 
Les paramètres climatiques de la commune ont été estimés pour le milieu du siècle (2041-2070) selon différents scénarios d'émission de gaz à effet de serre à partir des nouvelles projections climatiques de référence DRIAS-2020. Ils sont consultables sur un site dédié publié par Météo-France en novembre 2022.

## Urbanisme

### Typologie
Au 1er janvier 2024, Looze est catégorisée commune rurale à habitat dispersé, selon la nouvelle grille communale de densité à sept niveaux définie par l'Insee en 2022.
Elle est située hors unité urbaine. Par ailleurs la commune fait partie de l'aire d'attraction de Joigny, dont elle est une commune de la couronne,. Cette aire, qui regroupe 14 communes, est catégorisée dans les aires de moins de 50 000 habitants,.

### Occupation des sols
L'occupation des sols de la commune, telle qu'elle ressort de la base de données européenne d’occupation biophysique des sols Corine Land Cover (CLC), est marquée par l'importance des territoires agricoles (63,8 % en 2018), une proportion identique à celle de 1990 (63,8 %). La répartition détaillée en 2018 est la suivante : 
terres arables (53,6 %), forêts (32,2 %), zones agricoles hétérogènes (10,2 %), zones urbanisées (4,1 %). L'évolution de l’occupation des sols de la commune et de ses infrastructures peut être observée sur les différentes représentations cartographiques du territoire : la carte de Cassini (XVIIIe siècle), la carte d'état-major (1820-1866) et les cartes ou photos aériennes de l'IGN pour la période actuelle (1950 à aujourd'hui).

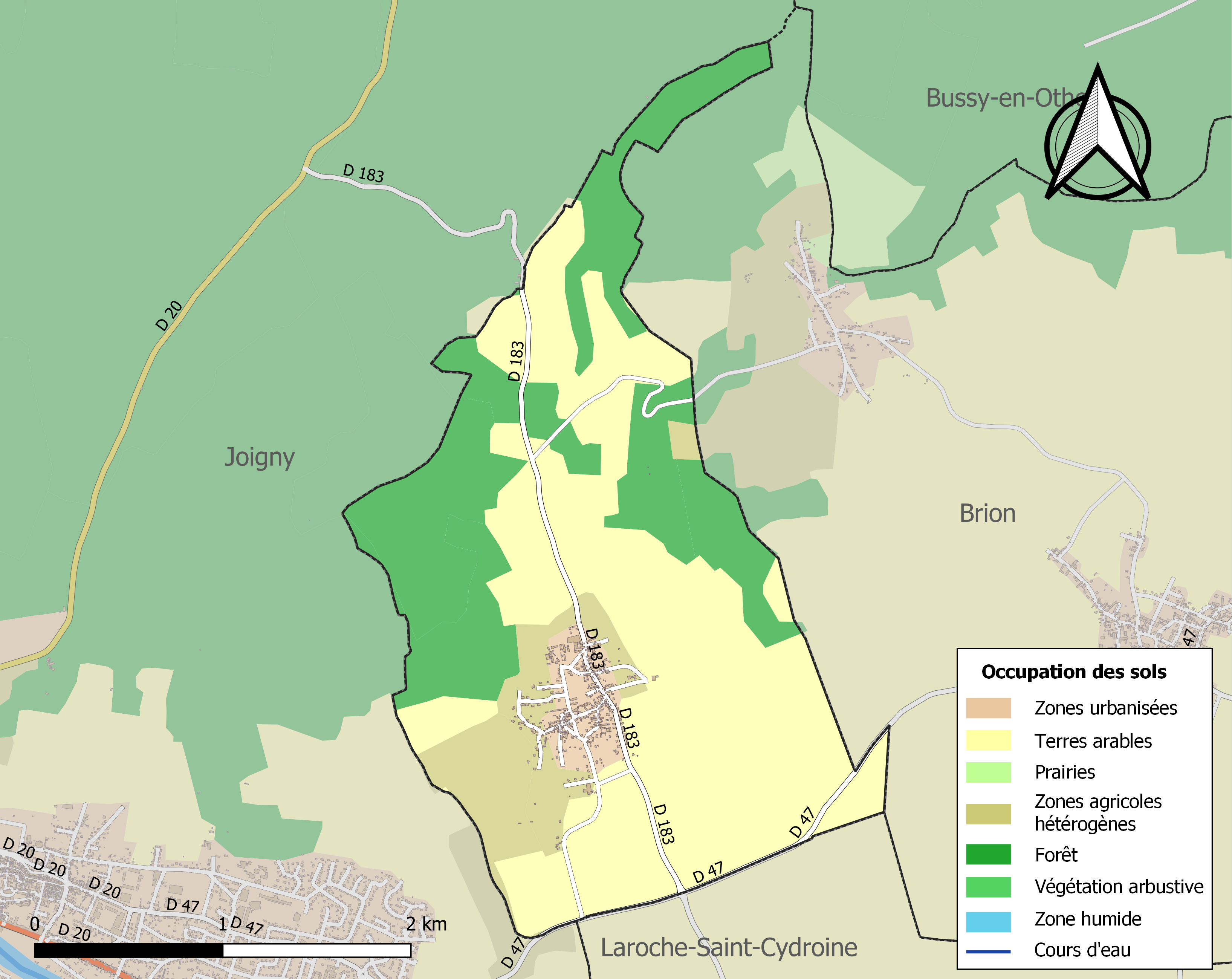
Carte des infrastructures et de l'occupation des sols de la commune en 2018 (CLC).

## Toponymie
On connaît vers 833 la présence d’une villa romaine qui aurait donné le nom de LAUSA (signifiant Villa ou Maison) à la commune. Cette appellation a en effet été retrouvée dans les recueils de titres de propriété de l’époque.
Le nom du village évolue ensuite pour devenir Laura en 853, Losa en 1218, Lose en 1222, Loose en 1370, Loze en 1423  et enfin Looze en 1573.

## Histoire
Avertissement : l’article qui suit, d’auteur inconnu, contient beaucoup d’erreurs historiques et est très lacunaire par rapport à l’article « Historique du château » que l’on peut trouver sur le site de Looze, rédigé par le propriétaire actuel à partir d’une base documentaire sérieuse 
Au Xe siècle, Looze appartient aux moines (Abbaye de Dilo) qui poursuivirent le déboisement, participant ainsi à la mise en valeur et à la structuration du paysage. Le village s’est agrandi peu à peu dans cette petite vallée très boisée aux confins de la forêt d'Othe, à proximité d’un ru nommé « le Baignon ».
Les Comtes de Joigny (forts puissants à l’époque) ont donné quelques-uns de leur fief en récompense à certains hommes d’armes, et Looze pourrait faire partie de ces dons.
Une maison forte existait à côté de l’actuel château mais elle a été détruite par un incendie. La construction du nouveau château commença au XIIe siècle pour le Marquis de Vatanges.
Le village était construit en retrait de la vallée de l’Yonne, ce qui lui a valu d’être épargné par les incursions diverses au fil des siècles. Ce ne fut pourtant pas le cas pour les grandes épidémies de peste et la guerre de Cent Ans. Ces périodes poussaient les villageois à déserter leur foyer pour se réfugier derrière les murs de Joigny, ville fortifiée.
Le dimanche 28 mars 1847, jour des Rameaux, un incendie volontaire détruisit une grande partie du village. Les maisons alors construites en bois, torchis et chaume offraient une proie facile aux flammes. Cet incendie très violent fit deux morts et toucha 55 ménages, situés entre le quartier du Bouchot et le bas de la Grande Rue. L’incendiaire, une ivrognesse surnommée « La Bonbonne » fut arrêtée et envoyée au bagne. À la suite de cet incendie, le Marquis de Villefranche, châtelain de Looze offrit 5000 francs et des bois de peupliers pour reconstruire les maisons. Des aides d’autres personnalités arrivèrent pour aider les villageois.
En 1870, à la suite de la défaite de Napoléon III, des soldats prussiens se retrouvent à Joigny mais ne vinrent pas jusqu’au village.
En 1897, le phylloxéra, maladie importée des Amériques fit son apparition en France. Trois ans après, il n’y avait plus un pied de vigne à Looze dont c’était pourtant une des principales richesses. Les vignerons ruinés se reconvertirent à la polyculture pour certains, d’autres allèrent chercher du travail aux chemins de fer Français (PLM) dont la gare de Laroche-Migennes employait alors un grand nombre de personnes.
En plus des cultures, il y avait un peu d’élevage rassemblant une centaine de chevaux, deux cents vaches, des moutons et des chèvres.
Après le remembrement dans les années 1960, les tracteurs annoncèrent la fin des chevaux, des petites parcelles et des petites exploitations.

## Politique et administration
| Période      | Période       | Identité         | Étiquette | Qualité |
| ------------ | ------------- | ---------------- | --------- | ------- |
| Mai 1900     | Mai 1908      | Victor Créneau   | SE        | Maire   |
| Mai 1908     | Mai 1925      | Auguste Hureau   | SE        | Maire   |
| Mai 1925     | Mai 1929      | Clovis Paillot   | SE        | Maire   |
| Mai 1929     | Mai 1945      | Victor Créneau   | SE        | Maire   |
| Mai 1945     | Mars 1965     | René Larrivé     | SE        | Maire   |
| Mars 1965    | Mars 1971     | Michel Rativeau  | SE        | Maire   |
| Mars 1971    | Décembre 1993 | Jean-Michel Huré | SE        | Maire   |
| Février 1994 | Juin 1995     | Janine Daudey    | SE        | Maire   |
| Juin 1995    | Mars 2001     | Philippe Hureau  | SE        | Maire   |
| Mars 2001    | En cours      | Laurent Chat     | SE        | Maire   |

## Démographie
L'évolution du nombre d'habitants est connue à travers les recensements de la population effectués dans la commune depuis 1793. Pour les communes de moins de 10 000 habitants, une enquête de recensement portant sur toute la population est réalisée tous les cinq ans, les populations de référence des années intermédiaires étant quant à elles estimées par interpolation ou extrapolation. Pour la commune, le premier recensement exhaustif entrant dans le cadre du nouveau dispositif a été réalisé en 2004.

En 2022, la commune comptait 438 habitants, en évolution de −2,67 % par rapport à 2016 (Yonne : −1,95 %, France hors Mayotte : +2,11 %).
| 1793 | 1800 | 1806 | 1821 | 1831 | 1836 | 1841 | 1846 | 1851 |
| ---- | ---- | ---- | ---- | ---- | ---- | ---- | ---- | ---- |
| 332  | 389  | 378  | 383  | 453  | 451  | 484  | 496  | 469  |

| 1856 | 1861 | 1866 | 1872 | 1876 | 1881 | 1886 | 1891 | 1896 |
| ---- | ---- | ---- | ---- | ---- | ---- | ---- | ---- | ---- |
| 424  | 430  | 424  | 428  | 399  | 408  | 389  | 381  | 335  |

| 1901 | 1906 | 1911 | 1921 | 1926 | 1931 | 1936 | 1946 | 1954 |
| ---- | ---- | ---- | ---- | ---- | ---- | ---- | ---- | ---- |
| 313  | 315  | 307  | 251  | 248  | 240  | 256  | 225  | 241  |

| 1962 | 1968 | 1975 | 1982 | 1990 | 1999 | 2004 | 2006 | 2009 |
| ---- | ---- | ---- | ---- | ---- | ---- | ---- | ---- | ---- |
| 252  | 246  | 335  | 304  | 390  | 425  | 433  | 452  | 464  |

| 2014 | 2019 | 2022 | - | - | - | - | - | - |
| ---- | ---- | ---- | - | - | - | - | - | - |
| 450  | 437  | 438  | - | - | - | - | - | - |

## Culture locale et patrimoine

### Lieux et monuments
- Église Saint-Éloi
- Château de Looze

### Personnalités liées à la commune
- Joseph-Guy-Louis-Hercule-Dominique de Tulle de Villefranche, député de l'Yonne et pair de France, qui fut maire de Looze.

## Environnement
La commune inclut deux ZNIEFF :
- La ZNIEFF de la Côte au Roi et Garenne de Looze[18] a une surface de 47 ha, répartis sur les communes de Brion et Looze.

Son habitat déterminant est comosé de landes, fruticées, pelouses et prairies ; on y trouve aussi des bois.
- La ZNIEFF de la forêt d'Othe et ses abords[19] englobe 29 398 ha répartis sur 21 communes[20]. Le milieu déterminant est la forêt ; on y trouve aussi eaux douces stagnantes, landes, fruticées, pelouses et prairies.

## Pour approfondir